# Chayaphon Moonsri
Chayaphon Moonsri, également connu sous le nom de Wanheng Menayothin et Wangheng Gayangadao, est un boxeur thaïlandais né le 27 octobre 1985 à Maha Sarakham dans la région d'Issan.

## Biographie
Il commence par la boxe thaïlandaise et intègre très jeune le camp Meenayothin à Bangkok. Ce camp, tenu par Mr Heng, est très réputé dans le milieu de la boxe thaï car il a formé plusieurs grands champions, tel que Wanmeechai Meenayothin, Dernchonlek sor sor Niyom, Mondam Sor Weerapon, Teugnueng Super-X et Aekpracha Meenayothin. Wanheng décroche la très courtisée ceinture du Lumpini et devient aussi champion de Thaïlande. Il décide ensuite de se concentrer à sa carrière en boxe anglaise et remporte en 2007 la ceinture WBC des jeunes dans la catégorie des poids pailles. Pour des raisons de sponsoring, il boxe sous le nom de Wangheng Gayangadao mais s’entraine toujours au Menayothin Gym.
Il devient champion du monde des poids pailles WBC le 6 novembre 2014 après avoir battu par abandon à l'issue de la 9e reprise le Mexicain Oswaldo Novoa. Chayaphon Moonsri conserve son titre le 5 février 2015 en s'imposant aux points face à Jeffrey Galero puis le 2 juin suivant en battant par KO au 9e round Jerry Tomogdan. Moonsri poursuit sa série de victoires en dominant par arrêt de l'arbitre au 9e round Young Gil Bae le 24 novembre 2015 ; au 5e round Go Odaira le 3 mars 2016 et aux points Saul Juarez le 2 août 2016, Melvin Jerusalem le 28 janvier 2017 et Omari Kimweri le 3 juin 2017. Il bat ensuite aux points Tatsuya Fukuhara le 25 novembre 2017 et à nouveau le 1er juin 2019.
Chayaphon Moonsri bat ensuite le 24 octobre 2019 Simpiwe Konkco aux points puis cède son titre le 27 novembre 2020 face à son compatriote Panya Pradabsri.